# Mahir al-Buhajri
Mahir al-Buhajri, Maher el-Beheiry (arab. ماهر البحيري, Māhir al-Buḥayrī, ur. 17 marca 1943 w Gizie) – egipski sędzia i polityk, prezes Najwyższego Sądu Konstytucyjnego od 1 lipca 2012 do 1 lipca 2013.